# Åkersberga kyrka
Åkersberga kyrka är en kyrkobyggnad som tillhör Österåker-Östra Ryds församling i Stockholms stift. Kyrkan ligger centralt i samhället Åkersberga i Österåkers kommun.

## Kyrkobyggnaden
1971 invigdes Åkersberga Kyrkliga Centrum där en ny pastorsexpedition, arbetslokaler och församlingssal inhystes. Andra etappen i bygget var kyrkan som uppfördes 1980 efter ritningar av arkitekt Lars Olof Torstensson. Alla byggnadsdelar är av gult tegel, invändigt såväl som utvändigt. Byggnadskomplexets högsta del är kyrkorummet som har en kvadratisk planform. Taket reser sig snett uppåt mot sydvästra hörnet som kröns med ett kors och där ett stort fönster finns. Kyrkorummets innertak har synliga takstolar. Bakom altaret finns en mosaik som är tillverkad av Marika Jovinge Cropper.
Söder om kyrkan finns ett fristående rektangulärt klocktorn med urtavla.

## Inventarier

### Orgel
- 1984 flyttades en orgel hit från Lidingö kyrka. Orgeln med 17 stämmor är byggd 1955 av Grönlunds Orgelbyggeri AB i Gammelstad. Orgeln är mekanisk.

| Huvudverk I         | Bröstverk II  | Pedal       | Koppel |
| Gedackt 8'          | Rörflöjt 8'   | Subbas 16´  | I/P    |
| Principal 4'        | Hålflöjt 4'   | Gedackt 8'  | II/P   |
| Rörflöjt 4'         | Principal 2'  | Pommer 4'   | II/I   |
| Waldflöjt 2'        | Kvinta 1 1/3' | Träflöjt 2' |        |
| Sesquialtera 2 chor | Cymbel 3 chor | Rankett 16' |        |
| Mixtur 4 chor       | Krumhorn 8'   |             |        |
|                     | Tremulant     |             |        |

## Bildgalleri

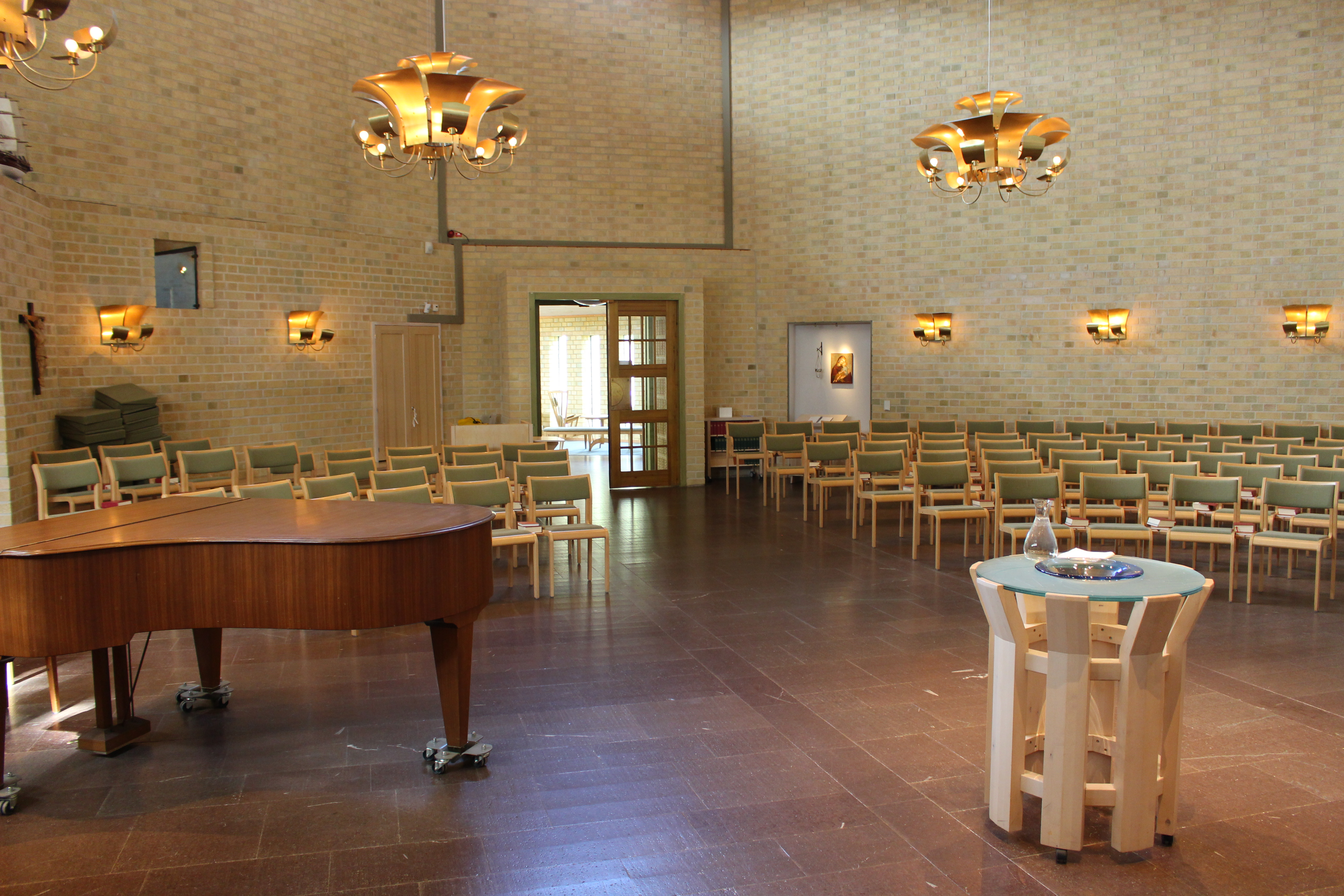
Kyrkorum mot ingång
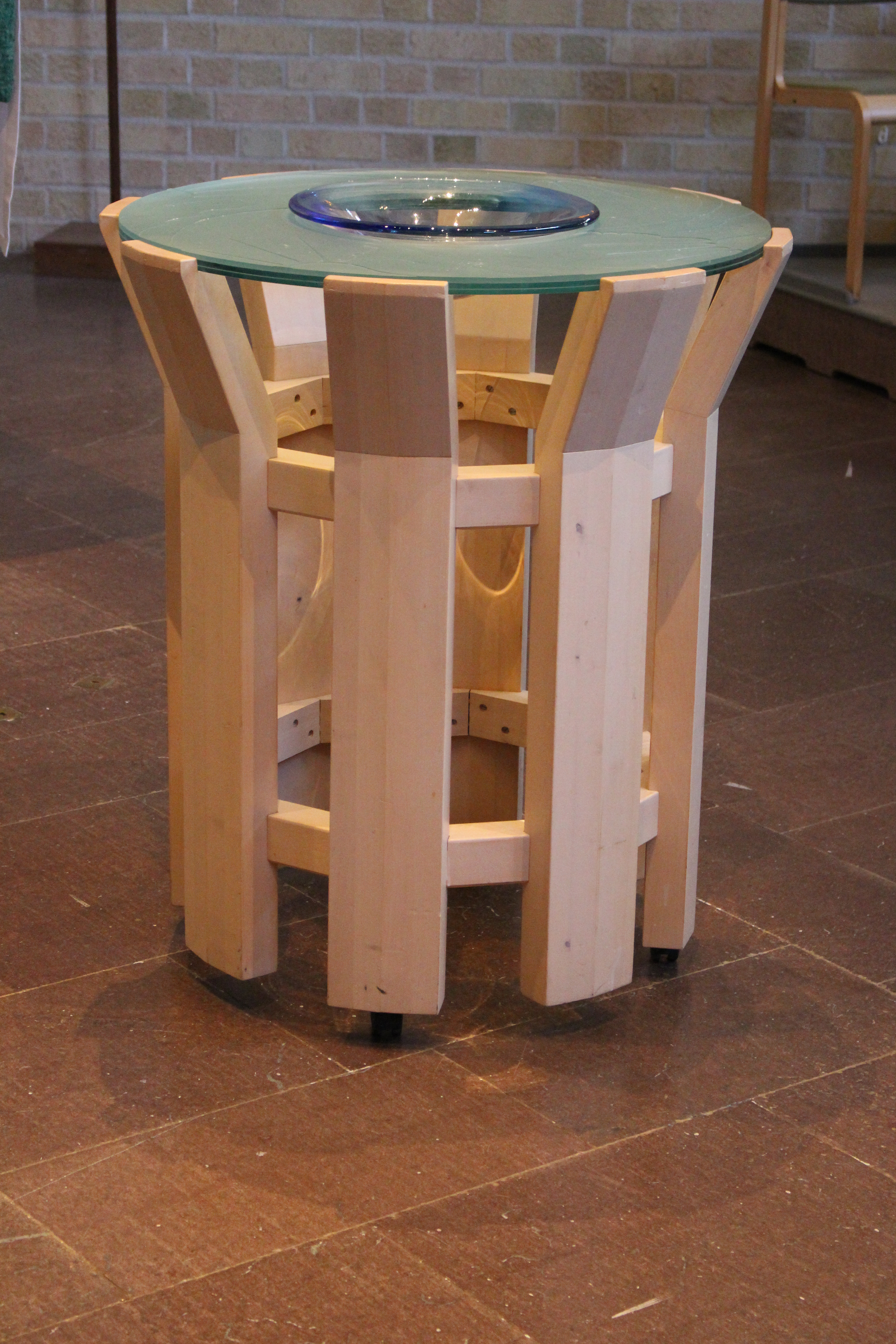
Dopfunt
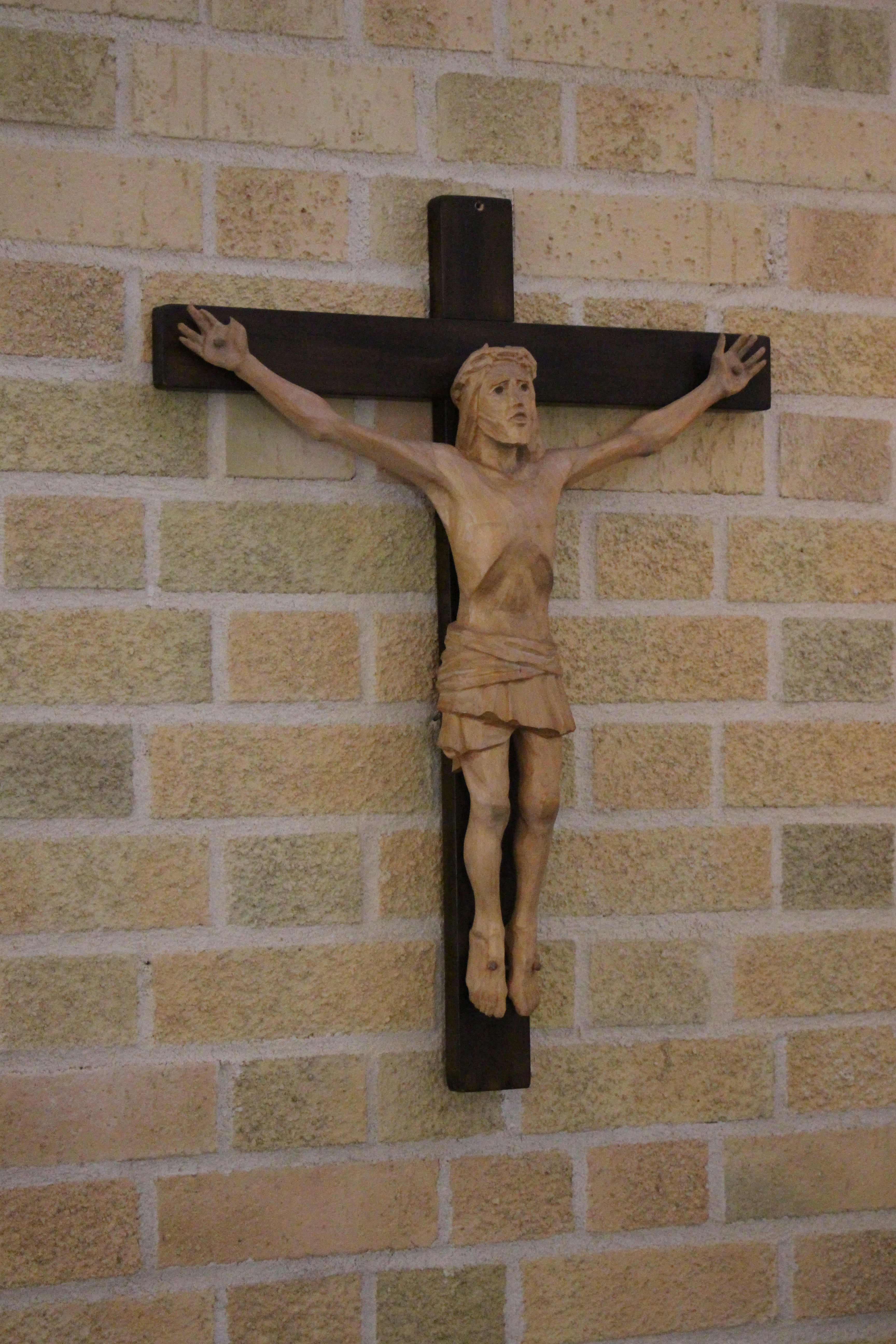
Krucifix
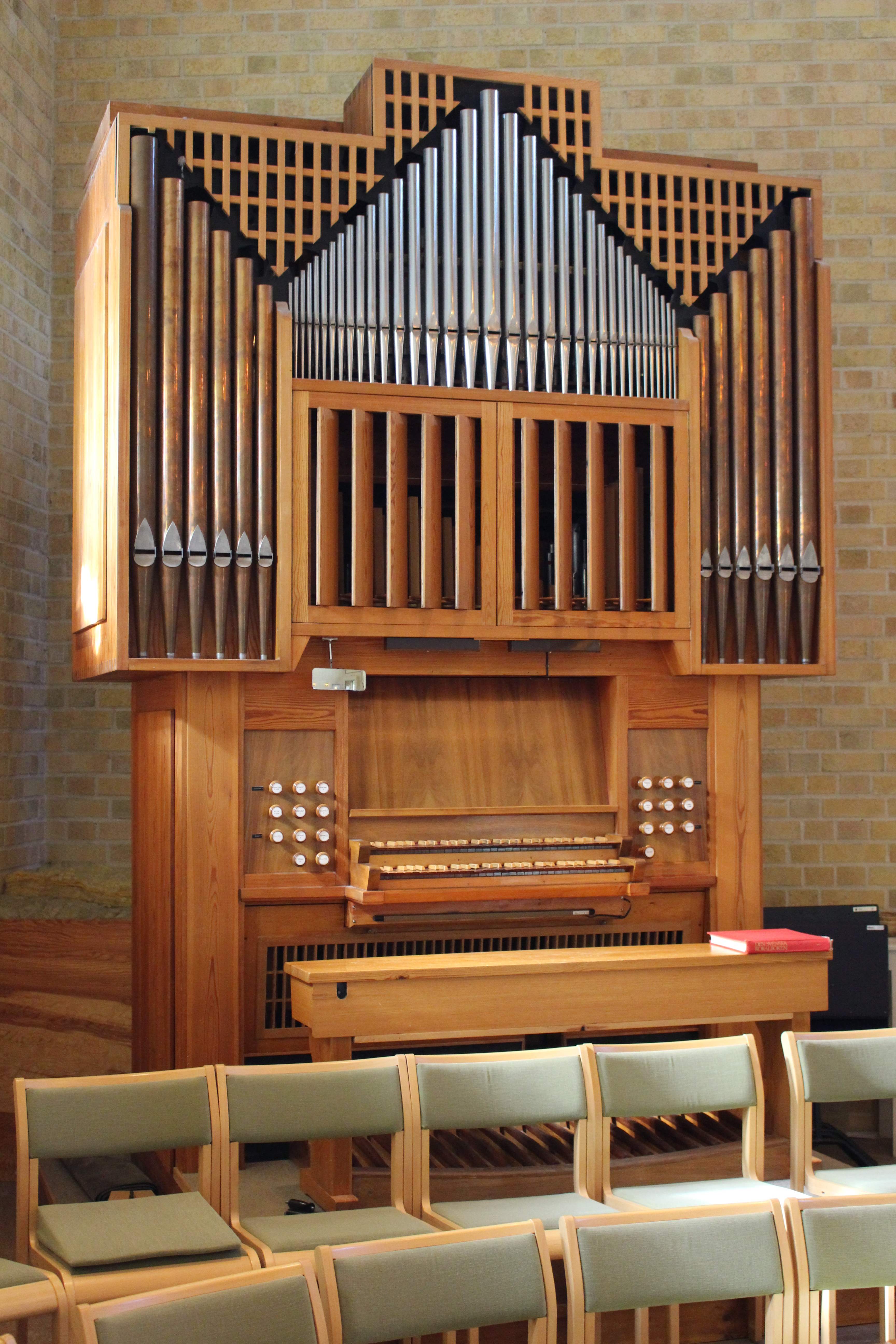
Orgel
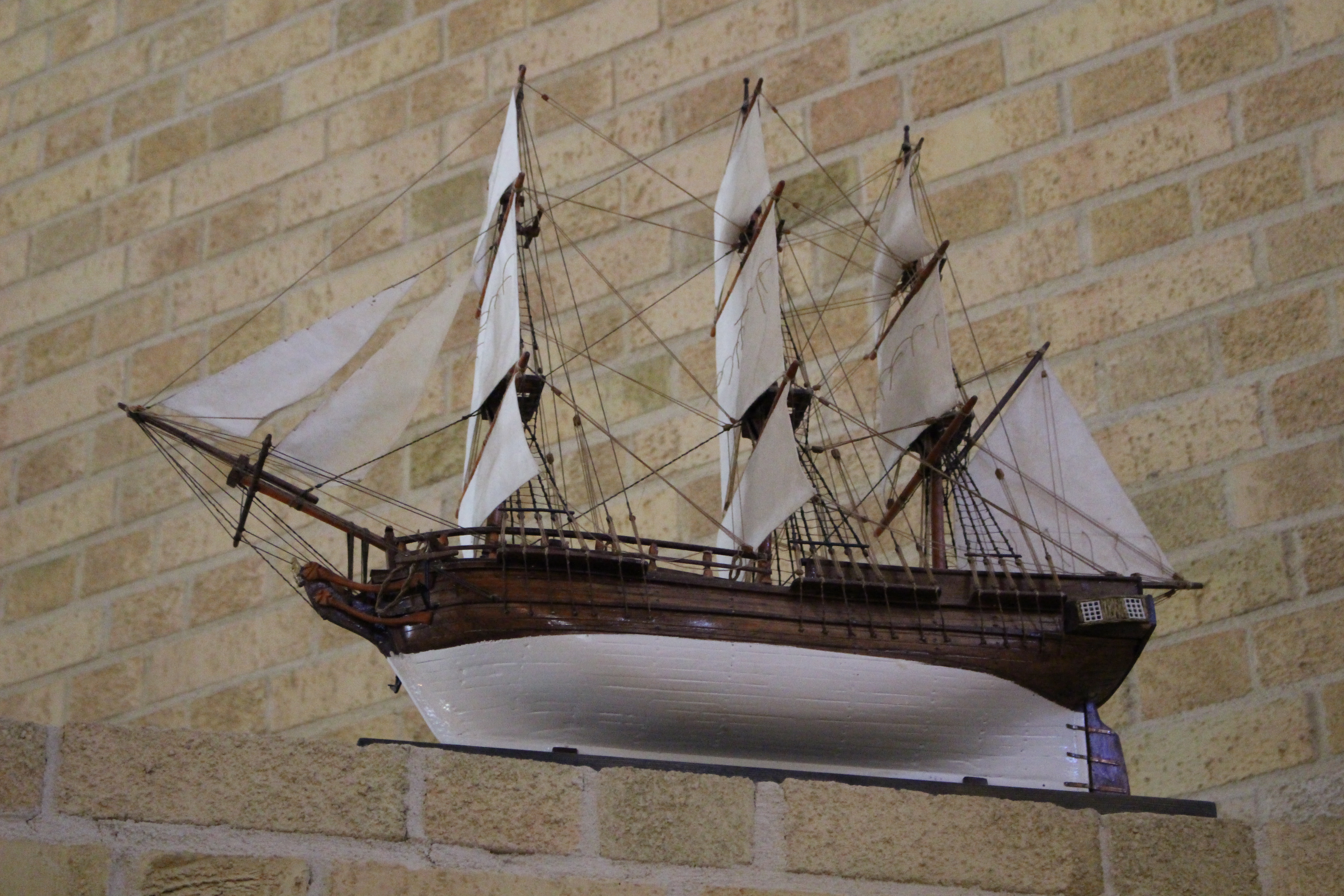
Votivskepp
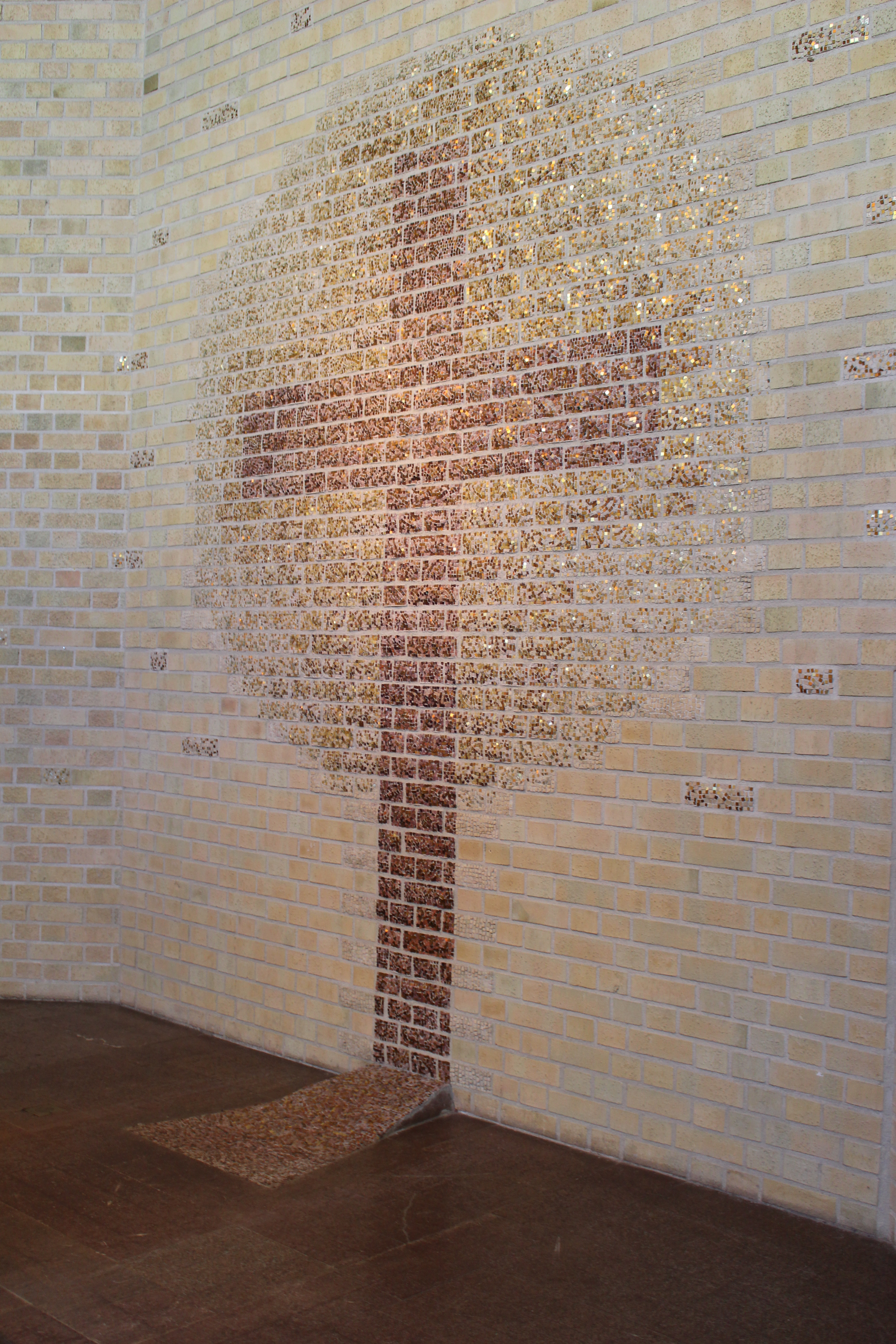
Mosaik bakom altaret
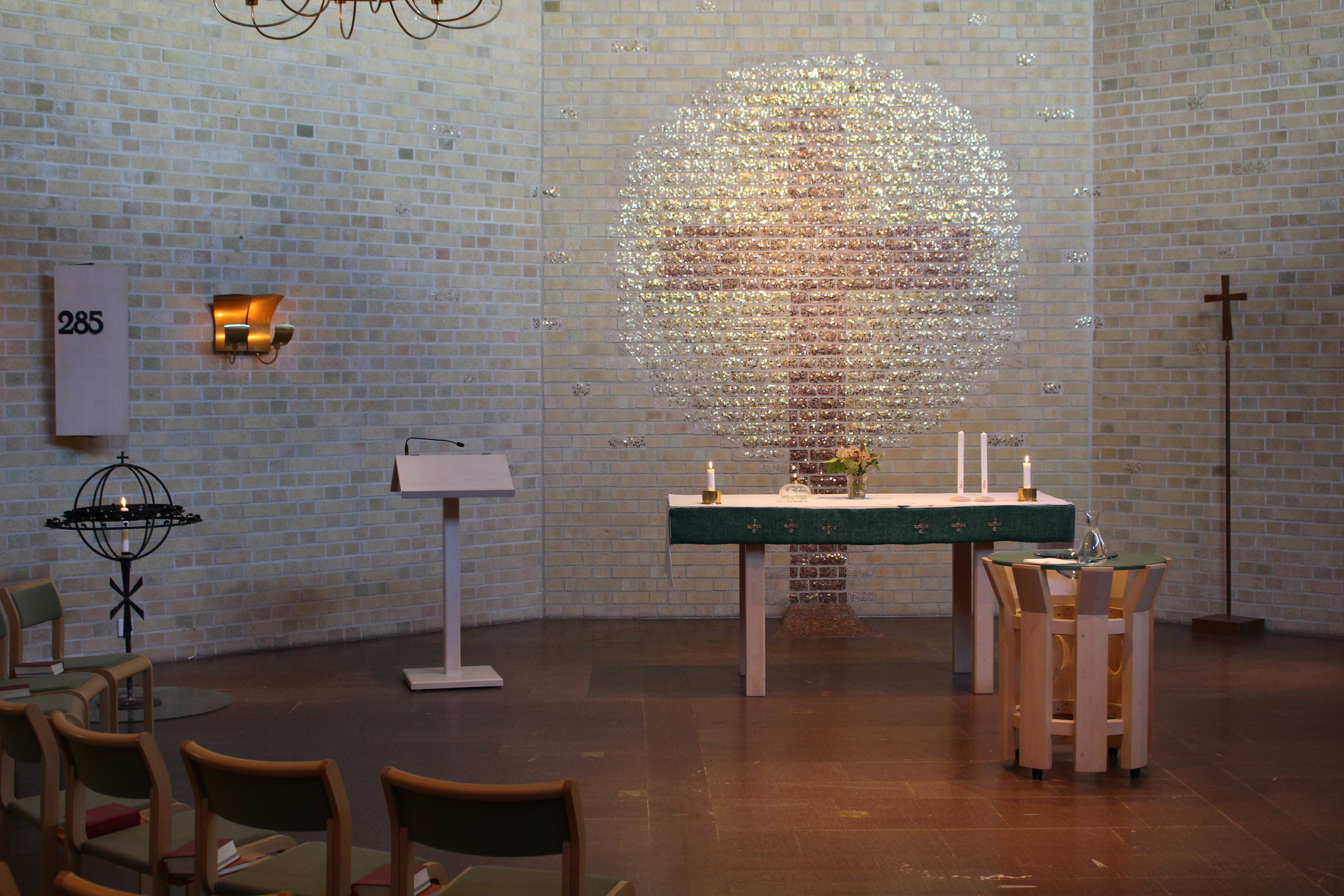
Koret
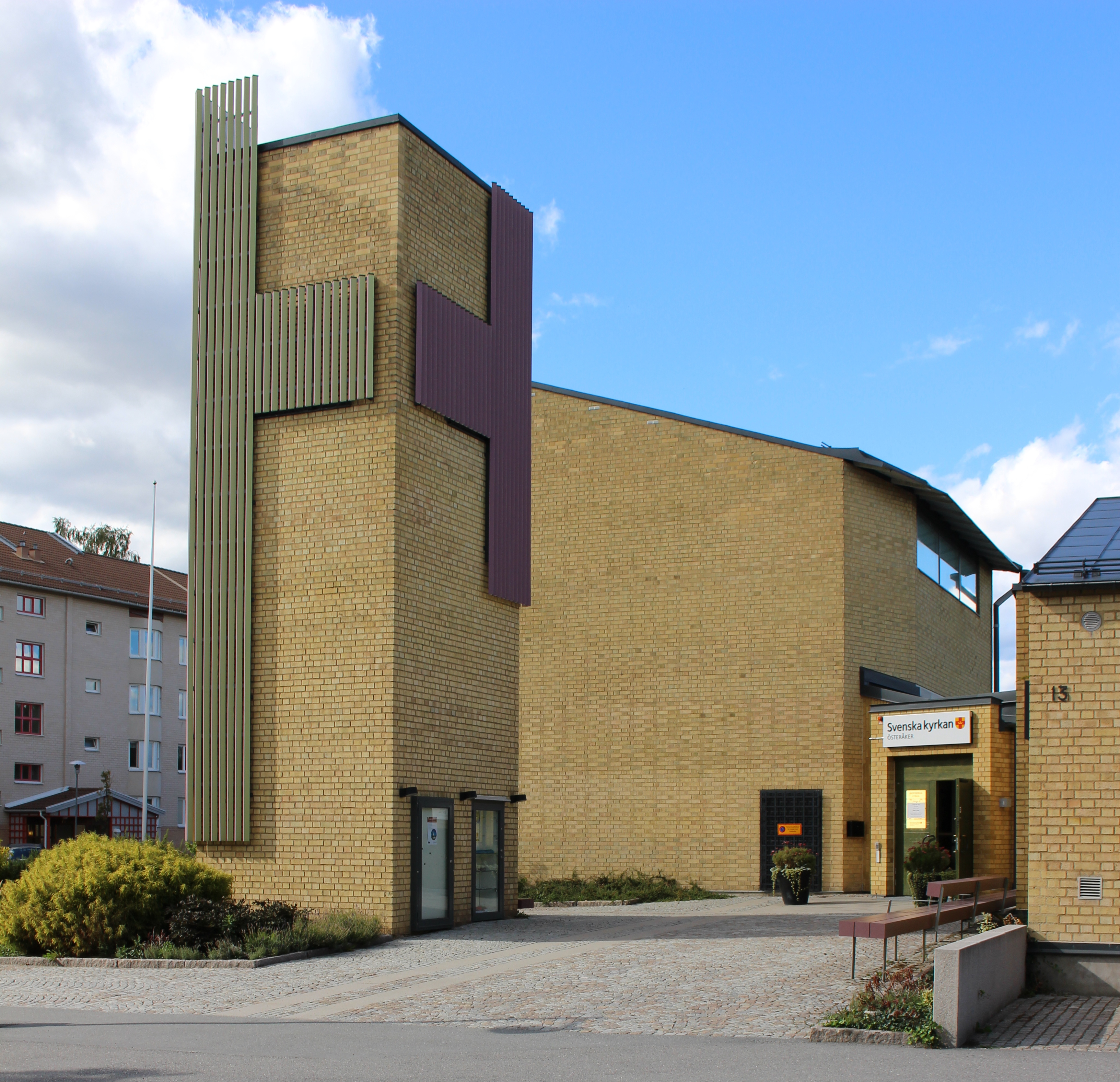
Klocktorn
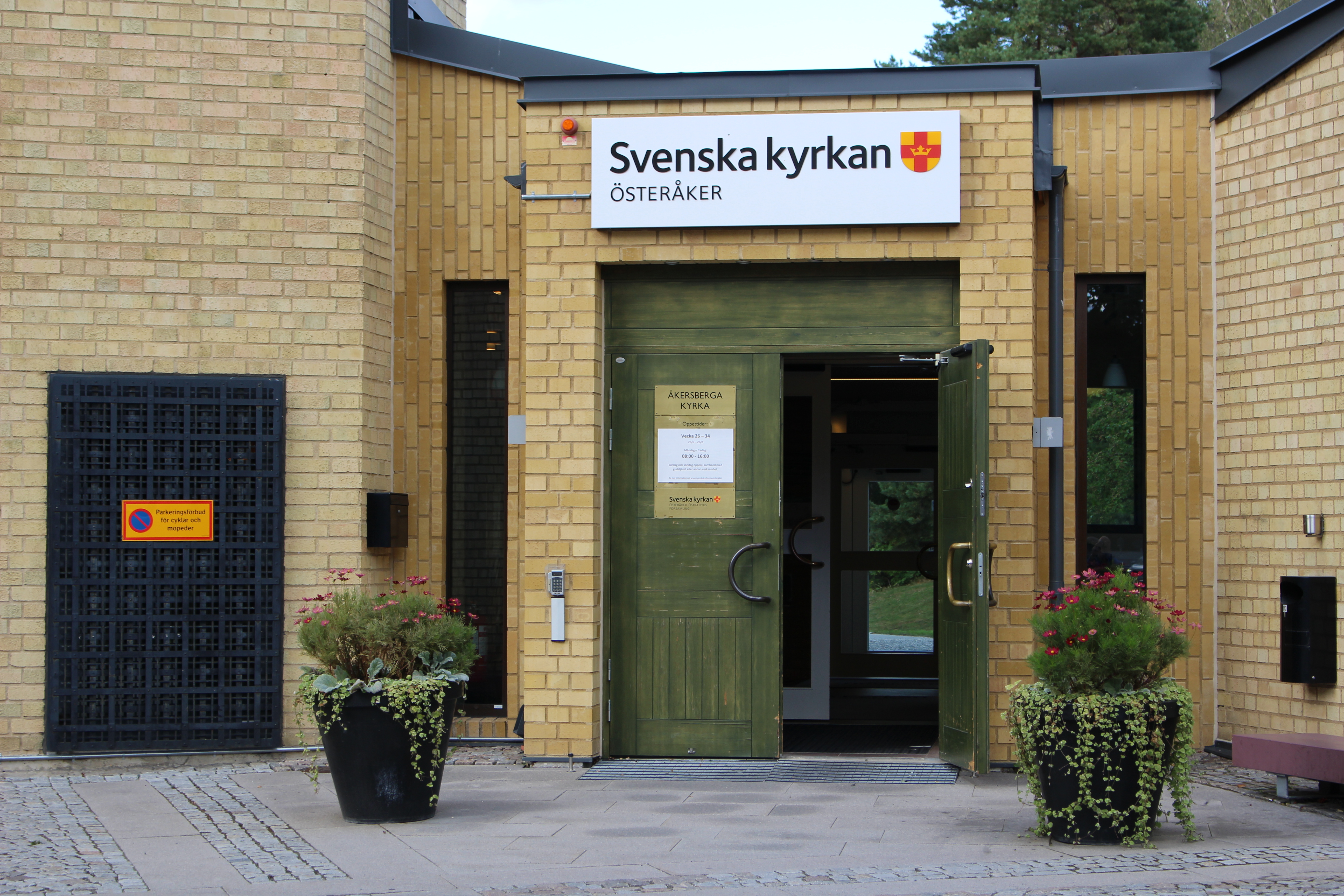
Ingång till kyrkan
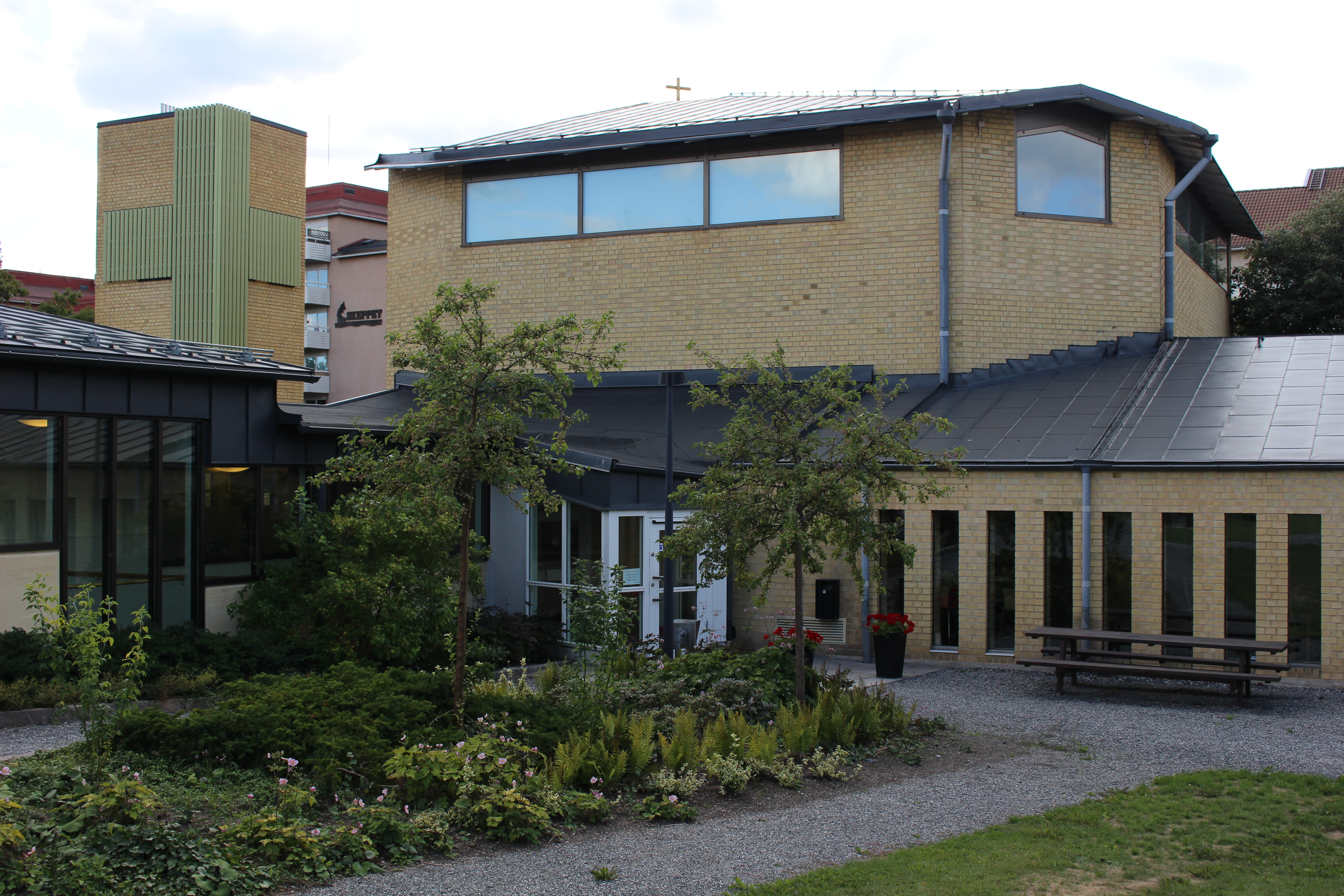
Kyrkan bakifrån

### Webbkällor
- Församlingen informerar